# BG-Dispersion
Die BG-Dispersion ist eine charakteristische Größe von klaren, nicht streuenden Edelsteinen. Sie bezeichnet die Differenz der Brechungsindizes zweier Wellenlängen, die im roten sowie im blauen Spektralbereich liegen. Zur Messung der beiden Brechungsindizes werden Wellenlängen der Fraunhofer’schen Linien verwendet:
- B-Linie (λB = 686,719 nm)
- G-Linie (λG = 430,790 nm)

Die Ermittlung des Wertes der BG-Dispersion stellt ein Messverfahren ohne Zerstörung des Prüflings dar und ist somit zur Identifikation von Schmucksteinen, Kristallen oder Mineralien geeignet. In der Schmuckindustrie wird die BG-Dispersion als Feuer bezeichnet.

## Beispiele
| Typ       | BG-Dispersion |
| --------- | ------------- |
| Rutil     | 0,280         |
| Zirkonia  | 0,066         |
| Demantoid | 0,057         |
| Titanit   | 0,051         |
| Diamant   | 0,044         |
| Zirkon    | 0,039         |
| Rubin     | 0,018         |
| Quarz     | 0,013         |

Seltener findet man in der Literatur Angaben zur CF-Dispersion, welche auf die Fraunhofer’schen H-Linien zurückgreift:
- C-Linie (λC = 656,281 nm)
- F-Linie (λF = 486,134 nm)